# Dodd City (Teksas)
Dodd City – miasto w Stanach Zjednoczonych, w stanie Teksas, w hrabstwie Fannin.